# Hyperacmus psarevi
Hyperacmus psarevi är en stekelart som först beskrevs av Dmitriy R. Kasparyan och Humala 1996.  Hyperacmus psarevi ingår i släktet Hyperacmus och familjen brokparasitsteklar. Inga underarter finns listade i Catalogue of Life.